# Hilir Perak
Huyện Hilir Perak là một huyện thuộc bang Perak của Malaysia. Huyện Hilir Perak có dân số thời điểm năm 2010 ước tính khoảng 201168 người.